# Алајанс (Небраска)
Алајанс (енгл. Alliance) град је у америчкој савезној држави Небраска.

## Демографија
По попису из 2010. године број становника је 8.491, што је 468 (-5,2%) становника мање него 2000. године.
| Група             | 2000.         | 2010.         |
| Белци             | 7.662 (85,5%) | 6.905 (81,3%) |
| Афроамериканци    | 44 (0,5%)     | 45 (0,5%)     |
| Азијати           | 54 (0,6%)     | 27 (0,3%)     |
| Хиспаноамериканци | 801 (8,9%)    | 1.048 (12,3%) |
| Укупно            | 8.959         | 8.491         |